# Hassi R’Mel (Laghouat)
Hassi R’Mel ist eine algerische Wüstenstadt im Westlichen Großen Erg in der Provinz Laghouat. Sie ist Distrikthauptstadt. Das bei der Stadt befindliche Ölfeld ist das größte Afrikas und eines der größten Gasfelder der Welt. Die Stadt hatte 2008 16.004 Einwohner, inklusive Umland 22.133 Einwohner.

## Wirtschaft und Infrastruktur

### Erdgasförderung
Die Stadt ist stark an das Hassi-R’Mel-Gasfeld gebunden. Hassi R’Mel liegt im Zentrum des Gasfeldes, welches sich von hier aus in etwa 70 Kilometer in Nord-Süd- und 50 Kilometer in Ost-West-Richtung erstreckt. 1956 wurde das Vorkommen von einem französischen Unternehmen entdeckt und ab 1961 erschlossen.
Hassi R’Mel ist ein wichtiger Knotenpunkt im Pipeline-Netzwerk zwischen Afrika und Europa: Der Ort ist Ausgangspunkt der Pipelines Maghreb-Europa (über Marokko nach Spanien), Medgaz (nach Spanien), Transmed (über Tunesien nach Italien) und GALSI (über Sardinien nach Italien). Hassi R’Mel soll auch Endpunkt der geplanten Trans-Sahara-Pipeline (von Nigeria) sein.

### Verkehr
Die Stadt verfügt über einen Flughafen. Der Flughafen Hassi R’Mel (IATA-code: HRM) liegt 1,6 Kilometer östlich des Zentrums von Hassi R’Mel. Die algerische Tassili Airlines hat hier ihren Heimatflughafen. Sie bietet vor allem Inlandsflüge für die Förderindustrie an.